# Premier League Malti 1944-1945
Il campionato era formato da quattro squadre e la Valletta F.C. vinse il titolo. Non vi furono retrocessioni.

## Classifica finale
| Pos. | Squadra          | G | V | N | P | GF | GS | Punti |
| ---- | ---------------- | - | - | - | - | -- | -- | ----- |
| 1    | Valletta F.C.    | 3 | 2 | 0 | 1 | 7  | 3  | 4     |
| 2    | Sliema Athletics | 3 | 1 | 1 | 1 | 10 | 5  | 3     |
| 3    | Floriana         | 3 | 1 | 1 | 1 | 3  | 5  | 3     |
| 4    | Melita F.C.      | 3 | 1 | 0 | 2 | 4  | 11 | 2     |